# Battleground (2013)
Battleground (2013) — профессиональное рестлерское pay-per-view-шоу (PPV-шоу) производства промоушена WWE. Событие прошло 6 октября 2013 года на арене «Фёрст Ниагара-центр» в Буффало (штат Нью-Йорк, США). Об этом pay-per-view-шоу сообщилось на эпизоде Monday Night Raw 29 июля 2013 года. Данное мероприятие в октябрьском слоте WWE заменило собою шоу Over The Limit.

## Создание
Battleground (2013) является pay-per-view-шоу промоушена WWE, в котором рестлеры участвуют в различных фьюдах и сюжетных линиях. Рестлеры олицетворяют собою злодеев или героев на ринге. Фьюды проходят таким путём, что сначала, на рядовых эпизодах, обстановка накаляется, а уже на самих праздниках рестлинга тот или иной фьюд как правило подходит к своему логическому завершению.

## Предыстория
На PPV Night of Champions Дэниел Брайан победил чемпиона WWE Рэнди Ортона и стал новым чемпионом. На следующем Raw Triple H забрал титул у Брайана и сделал его вакантным, мотивируя это тем, что рефери очень быстро отсчитал удержание. 18 сентября на официальном сайте WWE появилась информация о том, что на PPV Battleground Дэниел Брайан будет биться против Рэнди Ортона за вакантный титул чемпиона WWE.
На Night of Champions чемпион мира в тяжёлом весе Альберто Дель Рио проиграл матч Робу Ван Даму по дисквалификации и сохранил титул. На следующем SmackDown! назначили матч на PPV Battleground, в котором Дель Рио снова будет защищать свой титул от Роба Ван Дама. На Smackdown! от 27 сентября было объявлено, что матч пройдет по хардкорным правилам.
СМ Панк начал вражду с Полом Хейманом ещё в июле на PPV Money in the Bank. Это привело к матчу на PPV SummerSlam между СМ Панком и клиентом Хеймана — Броком Леснаром. После этого генеральный менеджер арены Raw — Брэд Мэддокс назначил Гандикап матч на выбывание между Полом Хейманом и его другим клиентом — Кёртисом Акселем против СМ Панка. На самом PPV Мэддокс сказал, что их матч будет ещё и без дисквалификаций. Позднее, на этом же PPV Панк проиграл Хейману и Акселю, после того, как выбежал Райбек и кинул Панка на стол, после чего накрыл Панка Хейманом и рефери отсчитал до трёх. Через день на Raw Хейман сказал, что Райбек — это его новый клиент. На Raw от 23 сентября назначили матч на PPV Battleground, в котором СМ Панк будет биться против Райбека.
На Raw от 30 сентября был назначен женский матч на PPV Battleground, в котором чемпионка Див — Эй Джей Ли будет защищать свой титул от Бри Беллы, а в углу Бри будут стоять Никки Белла и Ева Мари. Также на этом выпуске Raw был назначен матч на PPV Battleground Kickoff, в котором Дольф Зигглер будет биться против «Мистера Деньги в Банке» Дэмиена Сэндоу.
На Raw от 16 сентября Дасти Роудс вступил в конфронтацию со Стефани Макмэн, чтобы та вернула его сыновей — Голдаста и Коди Роудса к работе, вследствие чего Стефани приказала Биг Шоу нокаутировать его. На Raw от 23 сентября, Коди и Голдаст в чёрных костюмах напали на Щит, перед их матчем. На следующем RAW был официально назначен матч на PPV Battleground, в котором Голдаст и Коди Роудс будут противостоять двум членам Щита, а именно — Роману Рейнсу и Сету Роллинсу, с условием, если выиграет Щит, Дасти Роудс будет уволен с WWE NXT и всей семье Роудсов навсегда будет запрещено выступать в WWE, а если выиграют Роудсы, они смогут вернуться в WWE.
На Raw от 30 сентября R-Truth победил Интерконтинентального чемпиона WWE Кёртиса Акселя после своего финишера. На Main Event от 2 октября после матча Акселя против Зака Райдера, в котором победил первый, назначили матч на PPV Battleground, в котором Кёртис Аксель будет защищать свой титул от R-Truth.
На Raw от 30 сентября и на SmackDown! от 4 октября после матчей Кофи Кингстона Брэй Уайатт с Эриком Роуэном и Люком Харпером говорили Кингстону загадочные сообщения, что и привело к назначению их матча на PPV Battlegtound.
6 октября, уже перед самым PPV назначили командный матч между Реальными Американцами против Великого Кали и Сантино Мареллы.

## Матчи
| №                                | Матч | Тип Матча | Время |
| -------------------------------- | --- | --- | ----- |
| Kickoff                          | Дольф Зигглер победил Дэмиена Сэндоу                                                                                             | Одиночный матч | 10:22 |
| 1                                | Альберто Дель Рио (с) победил Роба Ван Дама (с Рикардо Родригесом)                                                               | Хардкорный матч за титул чемпиона мира в тяжёлом весе | 17:08 |
| 2                                | Реальные Американцы (Джек Сваггер и Антонио Сезаро) (с Зебом Колтером) победили Великого Кали и Сантино Мареллу (с Хорнсвогглом) | Командный матч | 07:11 |
| 3                                | Кёртис Аксель (с) (с Полом Хейманом) победил R-Truth                                                                             | Одиночный матч за титул интерконтинентального чемпиона WWE | 07:36 |
| 4                                | Эй Джей Ли (с) (с Таминой Снукой) победила Бри Беллу (c Никки Беллой)                                                            | Одиночный матч за титул чемпионки Див | 06:37 |
| 5                                | Голдаст и Коди Роудс (с Дасти Роудсом) победили Щит (Роман Рейнс и Сет Роллинс) с (Дином Эмброусом)                              | Командный матч. Если выиграет Щит, Дасти Роудс будет уволен с NXT и всей семье Роудсов навсегда будет запрещено выступать в WWE; Если выиграют Роудсы, они смогут вернуться в WWE | 13:54 |
| 6                                | Брэй Уайатт (с Эриком Роуэном и Люком Харпером) победил Кофи Кингстона                                                           | Одиночный матч | 08:27 |
| 7                                | СМ Панк победил Райбека (с Полом Хейманом)                                                                                       | Одиночный матч | 14:47 |
| 8                                | Дэниел Брайан против Рэнди Ортона закончился без результата                                                                      | Одиночный матч за вакантный титул чемпиона WWE | 25:00 |
| (c) – чемпион на момент поединка | | |       |